# Harlem Globetrotters

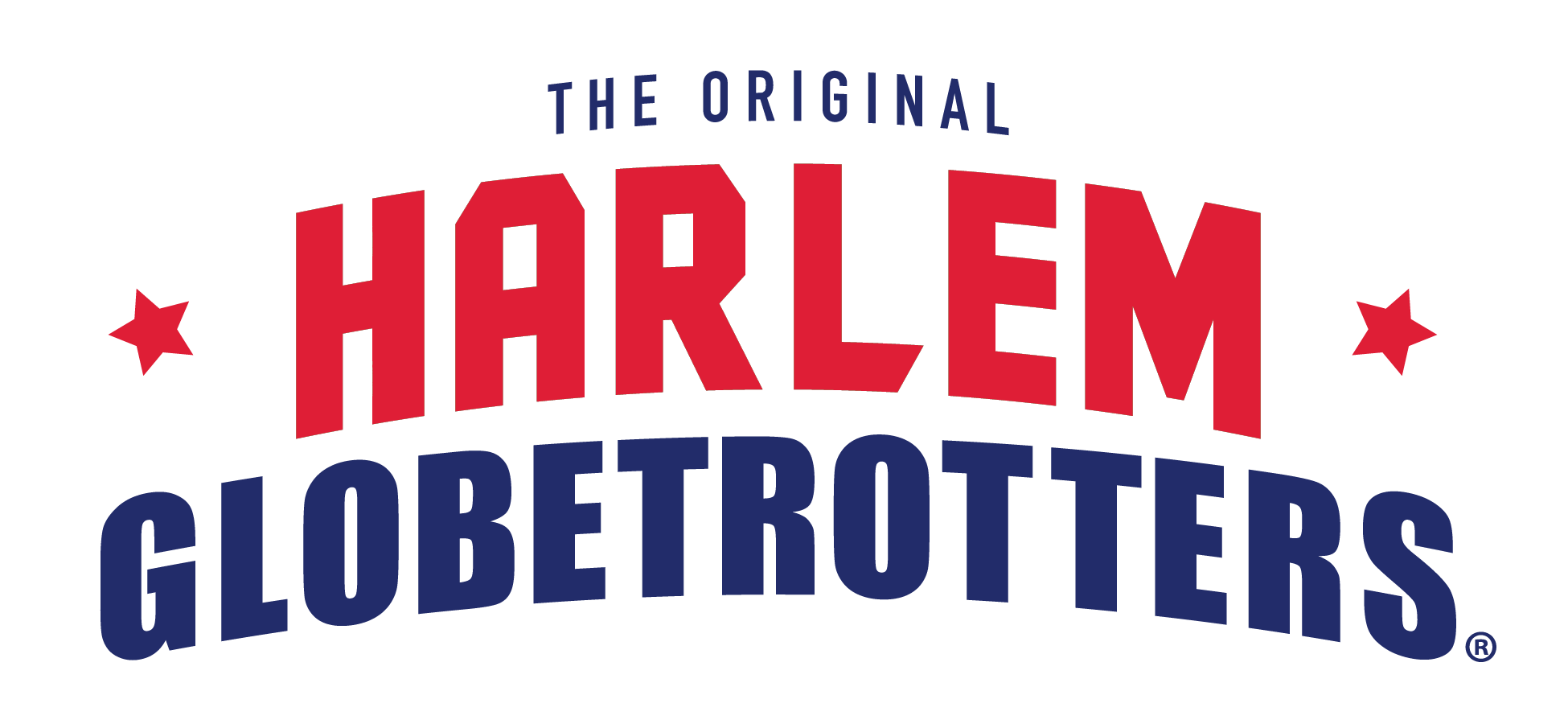
Logo der Harlem Globetrotters

Die Harlem Globetrotters sind ein ursprünglich aus Chicago stammendes Basketball-Show-Team. Sie kombinieren ihr kunstfertiges Basketballspiel gegen den seit den 1960er-Jahren immer gleichen Gegner mit Showelementen und Slapstick-Einlagen. Ihr Humor griff in der Anfangszeit auf rassistische Stereotype zurück, wie sie aus den Minstrel Shows bekannt sind, stellte tatsächlich aber den Archetypus des Tricksters in Form einer sogenannten verborgenen Überlieferung dar.
Neben dem Team als Ganzem sind zahlreiche Mitglieder der Globetrotters als Einzelpersonen in die Naismith Memorial Basketball Hall of Fame aufgenommen worden. Das Team hat mittlerweile in 122 Ländern weit mehr als 22.000 Spiele absolviert.

## Geschichte

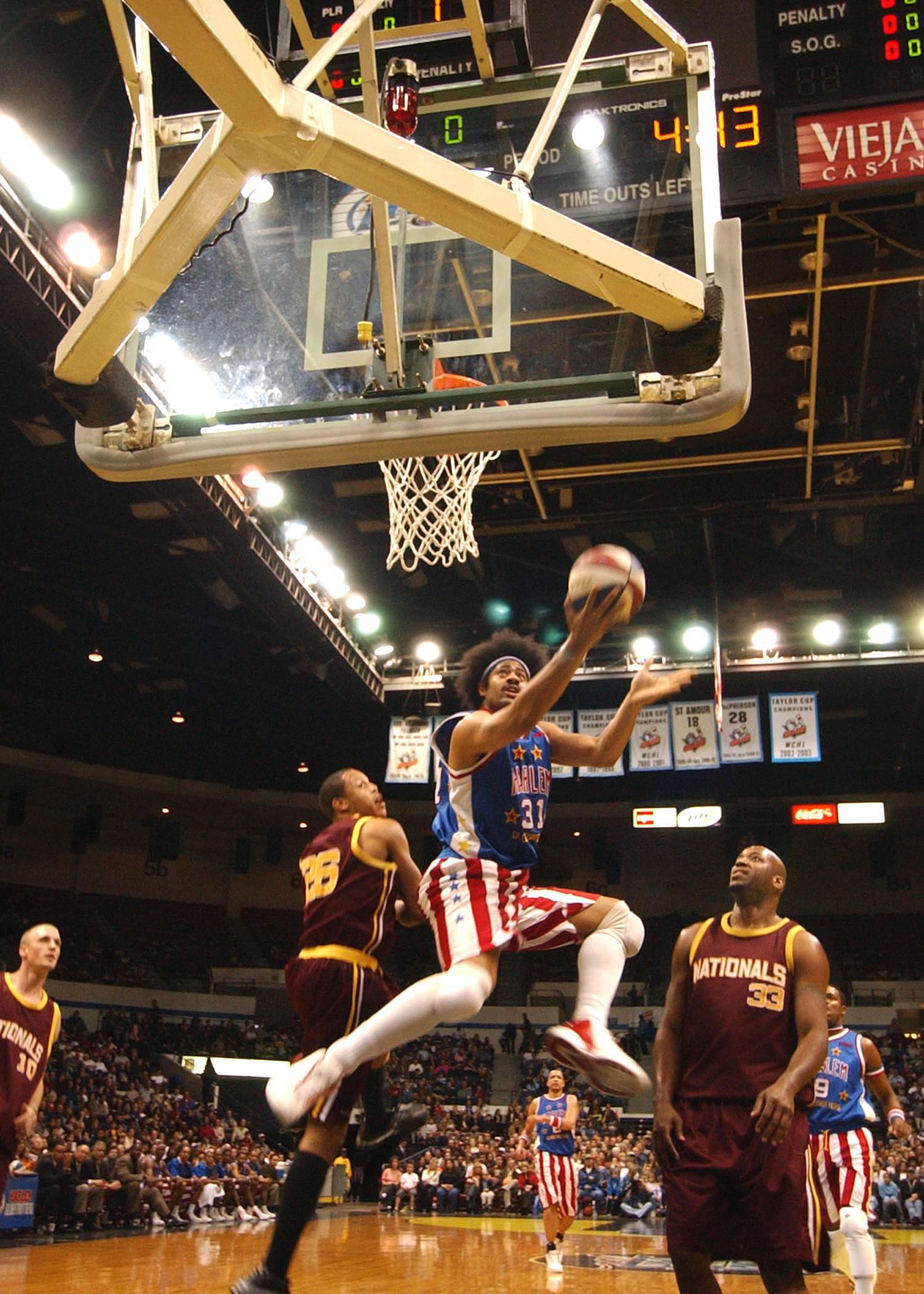
Eugene Edgerson von den Harlem Globetrotters

Der Legende zufolge reichen die Anfänge des Teams zurück bis ins Jahr 1926, als Abe Saperstein als Coach und Besitzer die Basketball-Mannschaft des Savoy Ballrooms in Chicago übernahm, die „Savoy Big Five“. Obwohl weder Saperstein noch einer seiner Spieler aus New York stammten, soll er die Mannschaft in „Harlem Globe Trotters“ umbenannt haben. Zum einen sollte „Harlem“ auf die durchweg afrikanisch-amerikanische Zusammensetzung der Mannschaft hinweisen, zum anderen sollte mit „Globe Trotters“ eine Weitgereistheit der tingelnden Truppe symbolisiert werden.
Tatsächlich liegen die Anfänge der Harlem Globetrotters jedoch im Dunkeln und selbst die „offizielle“ Geschichtsschreibung musste mehrmals neu geschrieben werden.
So ist beispielsweise der ursprüngliche Name des Teams ungeklärt. Es steht nicht fest, ob tatsächlich die Savoy Big Five wie behauptet die ursprünglichen Harlem Globetrotters waren oder doch eher Tommy Brookins's Globe Trotters. Verschiedene Szenarien sind denkbar: Ein Konkurrenzteam, ein abgeworbenes Spielerensemble unter neuem Namen oder ein Ersatz für ein überbuchtes Team. Tatsache ist, dass der Savoy Ballroom erst im November 1927 eröffnet wurde, die noch namenlosen Savoy Big Five dort erst im Dezember spielten und dies keineswegs erfolglos, wie kolportiert wurde. Der Name Harlem Globe Trotters bzw. die ab den 1940er-Jahren gelegentlich und ab der Mitte der 1950er-Jahre ausschließlich verwendete Schreibweise Harlem Globetrotters existiert jedenfalls erst seit 1929.
Sapersteins Rolle ist völlig dubios. Die Autoren Nelson George und Ben Green stimmen darin überein, dass Saperstein im Gegensatz zu Dick Hudson und später Al Monroe vom Wochenblatt Chicago Defender nicht als Coach, sondern als weißer Strohmann angestellt wurde und damit als Booking Agent. Er war seinen Geschäftspartnern ein gleichberechtigter Partner, erhielt aber aus den Einnahmen an der Tür einen doppelten Anteil, um für die Ausgaben aufzukommen. Erst mit dem graduellen Rückzug der ursprünglichen Spieler Mitte der 1930er-Jahre übernahm er als dienstältestes Mitglied die Organisation, teilte die Einnahmen nicht länger auf, sondern zahlte den angestellten Spielern stattdessen eine Pauschale von $ 7,50 pro Spiel.
Es ist überliefert, dass die Globetrotters – sobald sie sich eine komfortable Führung erspielt hatten – diverse Tricks und Showeinlagen zeigten. Auf diese Weise entwickelte sich das Team in Richtung einer Show-Truppe, was heute zum Hauptstandbein für die weltweit tourenden Globetrotters geworden ist. Slapstick und Trick-Spiel der Globetrotters nahmen ihren Anfang in den 1930er-Jahren, weil Saperstein annahm, dass Humor die Feindseligkeit unterschwelliger rassischer Konkurrenz im Wettkampf entschärfen könnte. Dabei interpretierte Saperstein den Humor jedoch in der rassistischen Manier der in den Nordstaaten entwickelten Minstrel-Tradition, deren Elemente er zu betonen versuchte.
Der offiziellen Geschichtsschreibung des Buches Around The World with the Harlem Globetrotters von 1953 zufolge, das Dave Zinkoff, General Manager der Europatournee von 1952 mit Edgar Williams geschrieben hatte, begann das Trick-Spiel 1939 in Woodfibre, British Columbia in einer angespannten Situation. Point Guard Al „Runt“ Pullins soll verfügt haben, durch überlegenes Spiel rassistische Zwischenrufe sanktionieren zu wollen.
An dieser Version ist einiges bemerkenswert. Rassistische Übergriffe sind zwar auch in Kanada nicht ausgeschlossen, mit dieser Version findet aber gleichzeitig eine Neuschreibung der Geschichte statt, denn Kanada war immerhin das historische Ziel der Underground Railroad. Bemerkenswert ist auch, dass keine Presseberichte über diesen Vorfall existieren, sehr wohl aber erstens über ein bedeutend früheres Auftreten des Trick-Spiels und zweitens über mehrere körperliche Auseinandersetzungen auf amerikanischem Boden in der Vergangenheit, die aber sämtlich von den Globetrotters selbst ausgegangen sein sollen (was angesichts des allgemeinen gesellschaftlichen Drucks auf afrikanische Amerikaner nicht viel zu heißen hat). Diese immer wiederkehrenden Auseinandersetzungen wurden mit Ausnahme des Woodfibre-Vorfalls jedoch vollständig aus der Geschichte der Globetrotters getilgt.
Beim ersten World Professional Basketball Tournament kamen die Globetrotters 1939 bis ins Halbfinale, unterlagen dort aber dem späteren Turniersieger, der New York Renaissance. Ein Jahr später besiegten sie im Finale des Turniers die Chicago Bruins und schafften damit ihren Durchbruch. Im März 1944 kam es bei der Austragung des gleichen Turniers vor über 11.000 Zuschauern zu einem Eklat in einem legendären Spiel gegen die Oshkosh All-Stars. Die All-Stars verließen beim Stand von 31—41 sechs Minuten vor Schluss das Parkett. Die Spielweise der Oshkosh All-Stars war schon immer körperbetont rustikal gewesen oder wenigstens immun gegen die Modernisierung und Verfeinerung des Spiels in den 1930er-Jahren, doch in diesem Spiel wurden sogar Fäuste und Ellbögen eingesetzt und zwei weiße Zuschauer verhaftet, weil sie das Spielfeld stürmten. Es wird vermutet, dass das Team aus Chicago, als sein Vorsprung dies zuließ, seinen berühmten Stil des Trick-Basketballs einsetzte, was die All-Stars zutiefst frustriert haben muss.

## Der Clown-Prince
Die Wurzeln des Clownings liegen im Baseball. Im schwarzen Baseball der 1880er-Jahre war es üblich, dass jeder Spieler wenigstens einen Trick-Spielzug vorführte, vorzugsweise nach dem Ende der ersten Spielhälfte im sechsten Inning. Neben ihren Spielen in den Negro Leagues spielten viele afrikanisch-amerikanische Baseballteams in den 1920er- und 1930er-Jahren auch Challenge Games gegen weiße Kleinstadt-Mannschaften, um ihr Einkommen aufzustocken. Dabei wurde diese Tradition wieder aufgegriffen. Der Grund liegt auf der Hand: Der Spielstand sollte bewusst niedrig gehalten werden, um im nächsten Jahr erneut eingeladen zu werden, gleichzeitig wollte aber auch das Publikum unterhalten sein.
Da Abe Saperstein neben Basketball auch Baseball-Spiele buchte, war er mit dem Erfolg der Cincinnati Ethiopian Clowns (auch: Indianapolis/Cincinnati Clowns und Indianapolis Clowns), deren beste Spieler in der All-Star-Fiesta des East West Classics vor über 40.000 Zuschauern spielten, nur zu gut vertraut. Ihr Humor war überwiegend rassischer Natur. Im Mittelpunkt stand der First Baseman, der die First Base aufreizend spät und lässig anschlug, um den Schlagmann zu „verbrennen“. Er war auch der Führungsclown, der von seiner Position aus Publikum, Gegner und Werfer adressieren sollte.
Dieser Clown Prince war Reece „Goose“ Tatum, den Saperstein im Herbst 1942 rekrutierte. Wie zuvor und auch danach in erster Linie auf Grund dessen körperlicher Eigenschaften (Tatum konnte, ohne sich zu bücken, seine Knie berühren) – Eigenschaften, die den physischen Karikaturen afrikanischer Amerikaner in den Minstrel-Shows entsprachen. Doch Tatum war ein Naturtalent, das erst nach seinem zwanzigsten Geburtstag das Basketballspiel erlernte und dennoch perfektionierte.
Nach einer Saison wurde er jedoch zunächst zu den Heeresfliegern in Lincoln, Nebraska eingezogen und kam als blutiger Basketballanfänger bis Kriegsende unter die Top Ten der punktbesten Dienstbasketball-Spieler der gesamten Nation. 1946 kehrte der ehemalige First Baseman der Black Colonels und der Zulu Cannibal Giants zurück zu den Cincy Clowns, für die er sogar an besagtem All-Star-Game des oben erwähnten East West Classics teilnahm, und gleichzeitig zu den Harlem Globetrotters.
Showelemente und Trick-Spiel gab es bei den Globetrotters bereits vorher, wie beispielsweise Sonny Boswells Field Goal 1941 in Football-Manier, doch Tatum führte das Vollzeitentertainment ein. Dazu brachte er nicht nur seine Persona als Clown Prince mit, sondern auch die Wiederbelebung nach einer Ohnmacht durch das Riechen am eigenen Schuh und die Pepperball/Shadowball-Routine, die bei den Globetrotters jedoch Magic Circle heißen sollte. Dabei wird der Baseball immer schneller von Baseman zu Baseman geworfen, bis er irgendwann fallen gelassen wird, während das Tempo der Wurfbewegungen aber weiter zunimmt.
Ein deutlicher Verweis auf die Minstrel-Tradition mit ihren Jim Crow- und Zip Coon-Figuren und ihrer karikierenden Darstellung afrikanischer Amerikaner war die Verwendung der Globetrotters-Hymne „Sweet Georgia Brown“ in der Version des Minstrel-Künstlers Brother Bones während jenes Magic Circle. Diese dem (deutschen) Karneval in ihrem bewussten Dilettantismus ähnlichen Varieté-Shows mit zur Hälfte kostümiertem, zur Hälfte uniformiertem Orchester, exzentrischen Tänzen, Slapstick-Humor und einem Stump Speech (eine politische Büttenrede durch einen weißen Darsteller in Blackface-Maskierung) stellten Schwarze als zu groß geratene Kinder dar mit einem Hang zum Aberglauben, zur Naivität, Faulheit, Disziplinlosigkeit, Ignoranz, Verantwortungslosigkeit hin zu drohender Selbstverstümmelung, zur Verschlagenheit, zur Musik und dem Sinnlichen.
Die Affenlaute der Globetrotters, ihre „Yassuh, Yassuh!“-Rufe und grimassenschneidender Gummi-Galopp über das Parkett entsprachen natürlich dieser Karikatur des afrikanischen Amerikaners, doch Tatum bediente sich in diesem Mainstream-Kosmos, in dem die weiße Angst vor der Rache der ehemaligen Sklaven durch Minstrel-Stereotype gedämpft wird, des hidden transcripts, der verborgenen Überlieferung, die Subversion suggeriert anstatt explizit ausspricht. Dieses hidden transcript, das auf eine Theorie von James C. Scott zurückgeht, ist für afrikanische Amerikaner erkennbar und wird in den in ihren Kreisen äußerst beliebten Trickster-Erzählungen verwendet und gelehrt. Die afrikanisch-amerikanischen Trickster-Erzählungen sind dabei unzweifelhaft durch den transatlantischen Sklavenhandel beeinflusst und gelten als Handlungs- und Rollenmodelle in suppressiven Gesellschaften, in denen die Notwendigkeit „amoralischer“ Handlungen zum Zwecke des Überlebens betont wird.
Paul Laurence Dunbars Gedicht „We wear the mask“ gibt Aufschluss über die den Spitznamen der meisten Basketballspieler zu Grunde liegende zwiegespaltene Persönlichkeit, nämlich der eigenen, sowie jener dem weißen Unterdrücker gegenüber gezeigten. Und Tatums Spitzname „Goose“, also „Gans“, unzweifelhaft ein Beutetier, steht selbstverständlich in einem historischen Kontrast zu etwa Kobe Bryants „Black Mamba“ und verkörpert jene Maskierung des Tricksters.
Goose Tatum schlich sich häufig in übertriebener Pantomime davon, entweder in den Huddle der gegnerischen Spieler hinein, um ihre Taktik zu erfahren, oder aus der eigenen Feldverteidigung heraus – augenscheinlich aus Faulheit, aus Verantwortungslosigkeit oder schlicht weil andere Ablenkungen seine Aufmerksamkeit fesselten. Sobald die Globetrotters den Ball unter dem eigenen Korb erkämpft hatten, kehrte er auf das Spielfeld unter den gegnerischen Korb zurück und fing einen von einem Mitspieler aus der eigenen Zone über das gesamte Spielfeld geworfenen Ball. Dann drehte er sich um und warf den Ball über die Schulter in den Korb. So versöhnte er sich mit dem weißen Publikum, indem er einen ergaunerten leichten Ball künstlich erschwerte.
Tatums Klage 1955 gegen Pan Am zeigt, dass er ein Rassenbewusstsein besaß. Und er fühlte sich offensichtlich nicht angemessen entlohnt. Die Tatsache, dass die Globetrotters in Buch, Film und Fernsehen waren, bewies ihren medialen Wert, doch Werbeerlöse aus Coca-Cola-Kampagnen mit den Konterfeis Tatums oder anderer Globetrotters, wie des Backcourt-Spielers und Dribble-Künstlers Marques Haynes, flossen in erster Linie Saperstein zu.
Es wurden darüber hinaus wiederholt rassistische Äußerungen Sapersteins, der sich gern als „jüdischer Abraham Lincoln“ gerierte, gegenüber (weißen) Journalisten überliefert. Das Verhältnis der Spieler zu Abe Saperstein war auch deshalb zwiespältig. Der 2017 verstorbene Connie Hawkins, der die Globetrotters-Show als „Uncle-Tom-Vorstellung“ bezeichnete, empfand ihn als paternalistisch: „Er war gut zu dir, solange du die Rolle des dankbaren Jungen spieltest.“
Bill Russell bestätigte diese Plantagen-Mentalität Sapersteins, der ihn ab 1954 umwarb. Am Rande eines Basketball-Turniers im Dezember 1955 in Chicago versuchte Saperstein, eine schwarze Hypersexualität voraussetzend, Russell mit pornographischen Magazinen zu bestechen. Er suchte ihn später in seinem Hotel auf und empfahl Russell, seine Coaches hinzuzuziehen. Während sein Assistent Harry Hannin mit Russell und Ross Giudice scherzte, verhandelte Saperstein über Russells Kopf hinweg jedoch ausschließlich mit dessen Head Coach Phil Woolpert, wie ein väterlicher Plantagenbesitzer mit dem anderen.
Auch Meadowlark Lemon empfand eine Hass-Liebe zu Saperstein, weil man um Urlaub zu betteln hatte, immerhin gingen Mitte der 1950er-Jahre bis zu drei Teams gleichzeitig für die Globetrotters auf Tournee. Globetrotters wurden zwar besser bezahlt als die meisten afrikanischen Amerikaner, jedoch weitaus geringer als ihre Gegner in der World Series of Basketball oder NBA-Spieler. Während letztere aber 72 Spiele zu bestreiten hatten, mussten Globetrotters mit lediglich zwei Reservespielern über 200 oder sogar 300 Spiele machen, allein in den Südstaaten bisweilen zwei am Tag, wegen der Rassentrennung nämlich sowohl für ein weißes als auch ein schwarzes Publikum.
Marques Haynes verließ deswegen die Globetrotters, um 1954 die Harlem Magicians zu gründen, denen sich Tatum als Mitbesitzer 1955 anschloss. Es gab in der Folge noch weitere Konkurrenzorganisationen der Globetrotters, wie z. B. Tatums eigene Harlem Roadkings, die Saperstein aus Rachsucht für ihre Abtrünnigkeit gern mit Prozessen überzog. Haynes lehnte später ein Angebot der Philadelphia Warriors ab, das ihn zum zweitbestbezahlten NBA-Spieler gemacht hätte, weil er herausgefunden hatte, dass Saperstein Teilhaber von Eddie Gottliebs Franchise war. Als Saperstein 1966 starb, erschien Haynes dennoch bei seiner Beerdigung, um sich, wie er später behauptete, zu vergewissern, dass er auch wirklich tot sei.

## Die Harlem Globetrotters im Kalten Krieg
Im Gegensatz zu einer Minderheit unter den afrikanischen Amerikanern, wie dem Schau-, Basketball- und Footballspieler Paul Robeson, wollten die wenigsten Schwarzen in Opposition zu den USA treten, sondern eine schrittweise Verbesserung hin zu einer Integration und schließlich zu einer Gleichberechtigung herstellen. Voraussetzung dafür war der Glaube an ein kapitalistisches Amerika unter der Überzeugung, dass Rassismus kein ökonomisches, sondern ein moralisches Problem war, sich also auch mit moralischen Mitteln lösen ließ. Auf den Punkt gebracht wird dies in dem bei Schwarzen wie Weißen populären Slogan „wer für demokratische Prinzipien sterben kann, verdient auch das Recht, diese zu genießen“, der zu Trumans Präsidialerlass Executive Order 9981 führte. Angesichts der von Truman postulierten Roten Bedrohung, mit und auf Grund derer die Allianz mit der Sowjetunion gekündigt wurde, mussten sich afrikanische Amerikaner somit zwangsläufig in den Dienst der Truman-Doktrin stellen, was sich erst in den 1960er-Jahren mit dem angedrohten Olympiaboykott schwarzer Athleten und zunehmender Solidarität mit schwarzafrikanischen Anti-Kolonialismus-Bewegungen ändern sollte. Größtes Handicap für die außenpolitischen Beziehungen der USA und damit die Ausweitung ihrer Einflusssphäre in Konkurrenz zur UdSSR war aber eben gerade die internationale Rezeption der US-amerikanischen Rassenpolitik.
Das universellste und beliebteste Schlachtfeld des Kalten Krieges war auf Grund von Symbolik und emotionaler Bindung international zweifellos der Sport. Er steht in allen ideologischen Systemen stellvertretend für persönlichen und sozialen Fortschritt und die Überlegenheit des repräsentierten politischen Gesellschaftssystems, das den Sportler hervorgebracht und ausgebildet hat. Auf Grund dieser universell verständlichen Symbolik gewähren Menschen eher sportlichen Wettbewerbern Vertrauen als Entwicklungshelfern sämtlicher anderer Lebensbereiche wie Bildung, Musik, Kultur oder dem Friedenscorps, das handwerkliches Know-how zur Verfügung stellt.
1950 wurden die Harlem Globetrotters erstmals ihrem Namen gerecht, indem sie aufbrachen, den Atlantik zu überfliegen, um mit den American All-Stars zusammen in 73 Spielen auf Europa- und Nordafrikatournee durch Marokko, Algerien, Portugal, Italien, Schweiz, Frankreich, Belgien, England und Deutschland zu gehen. Beide Teams hielten auf dieser Tour Basketball-Kliniken ab, spielten gegen lokale Teams – die All-Stars schlugen bspw. den portugiesischen Meister mit 79—9 – und traten abends schließlich gegeneinander an. Die Tournee war privatwirtschaftlich organisiert. Nach einem Spiel in Frankfurt am Main wurde Saperstein jedoch vom Hohen Kommissar John Jay McCloy gebeten, einen Auftritt in Berlin (West) zu geben.
Anlass war ein bolschewistisches „Dritte Welt-Festival der Jugend“ unter dem Motto „Für Frieden und Freundschaft — gegen Atomwaffen“ im August 1951 im sowjetischen Sektor, zu dem über zwei Millionen Teilnehmer aus über fünfzig Ländern erwartet wurden. Das Festprogramm wurde dabei in erster Linie von Musikern, Tänzern und Athleten des Ostblocks bestritten. Die amerikanischen Besatzungsbehörden sponserten deswegen den Auftritt der Harlem Globetrotters, um mit diesem Spiel im Rahmen eines alternativen Festivals den Teilnehmern einen Gegenentwurf der USA zu präsentieren, da die Demarkationslinie zu diesem Zeitpunkt noch überschritten werden konnte.
Das Spiel gegen die Boston Whirlwinds fand am 22. August 1951 vor konservativ geschätzten 75.000 Zuschauern – einer der größten Kulissen, die es je bei einem Basketballspiel gab – im Berliner Olympiastadion statt. Einer der Höhepunkte war die Landung eines Hubschraubers der Air Force in der Halbzeitpause, der Jesse Owens in Sportkleidung entließ. Der vierfache Olympiasieger der Spiele der XI. Olympiade von 1936 wurde von stehenden Ovationen empfangen. Nach minutenlangem donnernden Applaus lief Owens eine Ehrenrunde durch das Stadion. Owens arbeitete in den 1940er- und 1950er-Jahren häufig für Saperstein und Farmteams der Globetrotters als Botschafter und Kommentator. Gelegentlich musste er auch für Halbzeitshows zur Verfügung stehen, wie einem Hürdenlauf um den Basketball-Court herum oder einem Rennen gegen einen Joe Louis in ähnlich finanziell angespannter Situation, bei dem Louis rückwärts lief und Owens auf allen Vieren kroch. Sein Empfang an der Stätte seines größten Triumphes war von einer solchen Demütigung jedoch weit entfernt.
Wie weit die Subvention der Harlem Globetrotters durch staatliche Stellen über das Spiel im Olympiastadion hinaus ging, ist unbekannt. Das Außenministerium leugnete Zahlungen, sicherte in Rundschreiben jedoch umfassende Unterstützung der Globetrotters zu wegen „unbegrenzter Möglichkeiten rassischen Verständnisses und guten Willens“ wie Außenminister Dean Acheson in einem Brief erklärte, in dem er ferner eine Prüfung ankündigte, ob die Globetrotters ermutigt werden sollten, Südostasien ab 1953 in ihren Tourkalender aufzunehmen.
Mit ihrem mehrdeutigen, auf rassifizierten Stereotypen basierenden Humor reproduzierten die Globetrotters gängige Vorstellungen von Afroamerikanern als (noch) nicht vollständig integrierbar in die weiße Mehrheitsgesellschaft. Gleichzeitig vermittelten sie jedoch ein Bild sozialer Aufstiegsmöglichkeiten, von denen besonders talentierte oder außergewöhnlich disziplinierte schwarze Spieler profitieren konnten – und trugen so zur Relativierung internationaler Kritik an der US-amerikanischen Rassenpolitik bei. Laut dem Autor Damion Thomas unterstützte das Außenministerium den weltweiten Verleih des Films The Harlem Globetrotters. Rookie Browns Charakter spielt darin einen All-American, dessen Professor ihn zu einer akademischen Karriere überreden möchte angesichts der Versprechungen des schnellen Geldes im professionellen Basketball. Die United States Information Agency begrüßte dies als Zeichen, dass afrikanische Amerikaner im akademischen Leben der 1950er-Jahre willkommen gewesen seien. Interessant ist in diesem Zusammenhang jedoch die Tatsache, dass Rookie Brown wie die Mehrzahl der Harlem Globetrotters ein Historisch afroamerikanisches College besucht hatte.

## Sportliche Bedeutung
Trotz des starken afroamerikanischen Einflusses verpflichteten die Globetrotters auch weiße Spieler wie Bob Karstens, der von 1943 bis 1954 General Manager des Teams war. Saperstein, der an der Westküste ein asiatisch-amerikanisches Basketball-Team mit chinesisch-stämmigen Spielern, die Hong Wah Kues, unterhielt, hätte auch gerne Wat Misaka, der nach drei Spielen und sieben Punkten von den New York Knickerbockers entlassen worden war, für die Globetrotters verpflichtet. Dem japanisch-stämmigen Misaka, immerhin NCAA-Meister und NIT-Gewinner, war nicht klar gewesen, dass er sich gegenüber Coach Joe Lapchick zu bewähren hatte, weil professioneller Basketball 1947/48 noch den Ruch des „Prekären“ hatte, während College-Basketball gemeinhin als Gipfel des Sports angesehen wurde, eine irrige Auffassung, der bereits George Mikan in einem Spiel gegen die Oshkosh All-Stars aufgesessen war.
Die Harlem Globetrotters hatten 1940 das World Professional Basketball Tournament gewonnen und machten mit der fortschreitenden Betonung des Entertainment-Faktors Anfang der 1950er-Jahre zwischen zwei und dreieinhalb Millionen Dollar brutto. Die Globetrotters wollten aber immer ein ernstzunehmendes Basketball-Team bleiben und sich auch sportlich messen. Zwei Siegen gegen die Minneapolis Lakers 1948 und 1949 folgten zwischen 1950 und 1953 fünf Niederlagen.
Der Historiker Ron Thomas hatte vermutet, dass Saperstein dafür verantwortlich war, dass die National Basketball Association (NBA) im Gegensatz zur National Basketball League (NBL) erst spät integriert wurde, um die Globetrotters, die häufig Doubleheader mit NBA-Teams spielten und so die Liga am Leben hielten, nicht zu verärgern. Während College-Spiele 10.000 und Globetrotters-Spiele über 20.000 Zuschauer anzogen, zogen etwa die Boston Celtics zeitweise nämlich nur 2.000.
Das Wettrennen um College-Talente wie z. B. Walter Dukes zwischen NBA und Saperstein scheint für diese Theorie zu sprechen. Doch die heutige seit 2007 bestehende „Globetrotters-Draft“, zeitlich kurz vor der jährlichen NBA-Draft abgehalten, spiegelt die Tatsache, dass Ned Irish Abe Saperstein einst 25.000 $ für die Rechte an Nathaniel „Sweetwater“ Clifton zahlte. Im selben Jahr wurden außerdem Harold Hunter, Earl Lloyd und Chuck Cooper von der NBA gedraftet, die alle bereits einmal für die Globetrotters gespielt hatten. Gegen Thomas’ Theorie spricht hingegen, dass Clifton in jeder Saisonpause zu den Globetrotters zurückkehrte und All-American Charles Cooper an der World Series of Basketball teilnahm.
Die World Series of Basketball war eine von den Globetrotters initiierte Tournee-Spiel-Serie gegen die College All-Stars.  Das waren ausgewählte herausragende College-Spieler, soeben graduiert und häufig All-Americans, die zunächst ein sogenanntes College All-Star-Game im Madison Square Garden spielten und deren beste All-Stars dann einen Monat mit den Globetrotters auf Tournee gingen. Diese World Series war sehr beliebt, da die NBA erst Mitte der 1950er-Jahre einen TV-Vertrag abschließen konnte und – mit zwei einmaligen Ausnahmen im Jahre 1949 – erst 1960 und 1962 mit den Lakers und den Warriors den Mississippi überqueren sollte. Diese Tourneen waren für viele Fans die einzige Möglichkeit, hochklassigen Basketball zu sehen. Bob Cousy und Paul Arizin waren unter den Spielern der College All-Stars, Clair Bee und Hank Iba unter ihren Coaches. Das Trick-Spiel geriet im Rahmen dieser Serie zwischen 1950 und 1962 in den Hintergrund, denn die Spiele gingen allesamt sehr knapp aus. Die Globetrotters gewannen 144—66 Spiele. Vereinzelt vermissten Fans aber auch jene Unterhaltung, die sie von einem Globetrotters-Spiel erwarteten. Als durch Terminverlegungen wegen der Panamerikanischen und der Olympischen Spiele 1959 und 1960 das Interesse an der Serie spürbar abnahm, verlegte sich die Organisation nach ihrem Ende auf das reine Entertainment.
Ihr Gegner waren fortan die seit 1952 bestehenden Washington Generals, die in ca. 16.000 Spielen verlieren sollten. Red Klotz, Mitglied der BAA-Meistermannschaft der Baltimore Bullets von 1948 und Spieler des Globetrotters-Gegners Philadelphia SPHAs (South Philadelphia Hebrew Association), betonte, den Namen nach der Wahl Dwight Eisenhowers zum Präsidenten gewählt zu haben und leugnete stets eine Verflechtung der Generals mit den SPHAs. Die SPHAs waren zuvor öfters mit den Globetrotters auf Tournee gegangen und hatten ihnen mehr als eine Niederlage beigebracht. Ab den 1950er-Jahren war das aber nahezu unmöglich. Die Generals (oder Boston Shamrocks, New York Nationals usw.) hatten den Auftrag, so viel Punkte wie möglich zu erzielen, konnten durch die Showeinlagen, mit denen die Globetrotters punkteten und die ca. 60 % des Spiels ausmachten, jedoch kaum gewinnen (das letzte Mal 1971 als New Jersey Reds durch einen Buzzer Beater von Spielertrainer Red Klotz persönlich). Red Klotz wusste, dass das Publikum wegen der weltberühmten Harlem Globetrotters kam, sah seine Aufgabe aber nicht darin, das Spiel zu verlieren, sondern darin, die Globetrotters zu ihren Höchstleistungen anzustacheln. Das Ende dieses Erbes kam ein Jahr nach Red Klotz’ Tod: Das Management der Herschend Enterprises, dem Besitzer der Organisation seit 2013, kündigte den Vertrag mit den Generals im Jahr 2015. Seit 2017 sind die Generals zurück, befinden sich aber im Besitz von Herschend Enterprises.

## Die Globetrotters und Koedukation
Damenbasketball existiert seit 1892. Senda Berenson Abbott vom Smith College in Massachusetts ließ sich das Spiel im nahegelegenen Springfield von James Naismith erklären und organisierte im März desselben Jahres selbst ein Spiel innerhalb der Mauern ihrer Schule. Das Spiel verbreitete sich schnell auf Universitätsebene, wurde aber trotz der großen Beliebtheit bald wieder durch Sportlehrer und Funktionäre beschränkt. Um die Jahrhundertwende herum spielten Frauen nach drei verschiedenen Regelwerken: Nach Herrenregeln, nach den Regeln für Basquette und nach Abbotts Regeln. Die letzteren beiden minderten den Körperkontakt und beschränkten den Wettbewerb. So gab es bei Basquette insgesamt sieben Zonen, während sich der Damenbasketball nach Abbott auf drei Zonen und später das Halbfeld, also zwei Zonen, beschränkte, die von den zweimal drei Spielern nicht verlassen werden durften. Erst in den 1960er-Jahren gab es einen Rover, der zwischen Angriffs- und Verteidigungszone wechseln durfte und dem sogar Dribblings gestattet waren. Diese Regeln überdauerten bis in die 1970er-Jahre, örtlich sogar bis in die 1990er-Jahre. Abwechselnd sollte dabei die amerikanische Männlichkeit gegen den Zugriff der Damen auf das Spiel als Kontaktsportart oder die amerikanische Weiblichkeit gegen eine Verrohung der Damenhaftigkeit beschützt werden. Sportlehrer waren gegen Wettbewerb und Konkurrenz, weswegen es zu Telegraph Meets und Play Days kam, bei denen Teams aufgesplittet und paritätisch neu zusammengestellt wurden. Am besten sollte Sport nur intramural (dt.: innerhalb der eigenen Mauern) stattfinden. In den 1920er- und 1930er-Jahren wurde aber sehr wohl Damenbasketball gespielt. Bei afroamerikanischen Frauen, die schon immer körperlich schwer als Hausangestellte und auf Plantagen arbeiten mussten, verfing die Warnung vor einer Maskulinisierung durch sportliche Anstrengung nicht, da sie ihr Leben lang einen Spagat zwischen Leistung, Reproduktion und damenhafter Mütterlichkeit beherrschen mussten. Und so verbreitete sich das Spiel an HBCUs, aber in Philadelphia auch an katholischen Highschools und Colleges. Herausforderungsteams wie die Philadelphia Tribune Girls oder die All American Red Heads spielten sowohl nach Herren- als auch Damenregeln, professioneller Werksteam-Basketball unter der Aufsicht der Amateur Athletic Union (AAU), wie ihn etwa Babe Didrikson spielte, nutzte meist Abbots Regelwerk.
Nach einem vorübergehenden Rückgang des Interesses an weiblichem Basketballspiel in den 1940er- und 1950er-Jahren erhöhte sich der Druck im Kessel des Damenbasketballs bald wieder. So traf der umjubelte College-/Werksteam-Hybrid der Wayland Baptist Flying Queens Mitte der 1960er-Jahre auf die Harlem Globetrotters, die im selben Hotel untergebracht waren. Die Globetrotters lehrten die Flying Queens einige Tricks, die sich fortan mit dem Magic Circle der Globetrotters aufwärmten. Das Wayland Baptist College trat wenig später der Association for Intercollegiate Athletics for Women (AIAW) bei, einem Hochschulsportverband für Frauen, der im Zuge von Title IX gegründet worden war und nach Männerregeln spielen ließ. In der Vorstellung der amerikanischen Öffentlichkeit hatte Title IX, die Bildungsnovelle von 1972 (Education Amendment of 1972) gegen sexuelle Diskriminierung an bundesfinanzierten Bildungseinrichtungen, bei Befürwortern und Gegnern weitaus größere Macht als in Wirklichkeit, doch Damenbasketball war danach nicht länger eine Obskurität. 1976 traten die Damen auch international beim ersten olympischen Basketball-Turnier in Montreal an, wo nach FIBA-Regeln gespielt wurde und es entstand die erste, wenn auch kurzlebige, professionelle Damen-Liga.
Nach der Auflösung dieser Women's Professional Basketball League (WPBL) und der Ablösung der AIAW durch die National Collegiate Athletic Association (NCAA), die nun selbst den einst verfemten Damenbasketball anbot, gab es für Basketballspielerinnen abseits von College und Olympischen Spielen weiterhin keine Spielmöglichkeiten. Zur gleichen Zeit gerieten die Globetrotters aufgrund eines Rückgangs im Fanzuspruch finanziell in Schieflage und Hubert „Geese“ Ausbie (1960–1984) unterbreitete der Organisation den Vorschlag, seine Kusine Lynette Woodard zu verpflichten. Auf der Suche nach neuen Fans wurden die Globetrotters zum ersten koedukativen Team und stellten die Goldmedaillengewinnerin von Los Angeles im Jahre 1985 ein. Ihr folgten bis 1993 sieben weitere Frauen. Ein Jahr nach Lynette Woodard trat die spätere WNBA-Spielerin Nancy Lieberman in einer professionellen Herrenmannschaft auf und schloss sich 1987 den Washington Generals an. Doch die Globetrotters, Wegbereiter der Integration des Spiels und der Revolution seiner Spielweise, verzichteten ab 1993 für 18 Jahre auf weibliche Spieler, was möglicherweise einer Renaissance und  Rückbesinnung der Organisation auf ihre Wurzeln in diesem Zeitraum geschuldet war. Seit 2011 sind die Harlem Globetrotters aber wieder koedukativ und hatten seither insgesamt 16 weibliche Spieler in ihren Reihen (Stand: 2019).

## Sonstiges

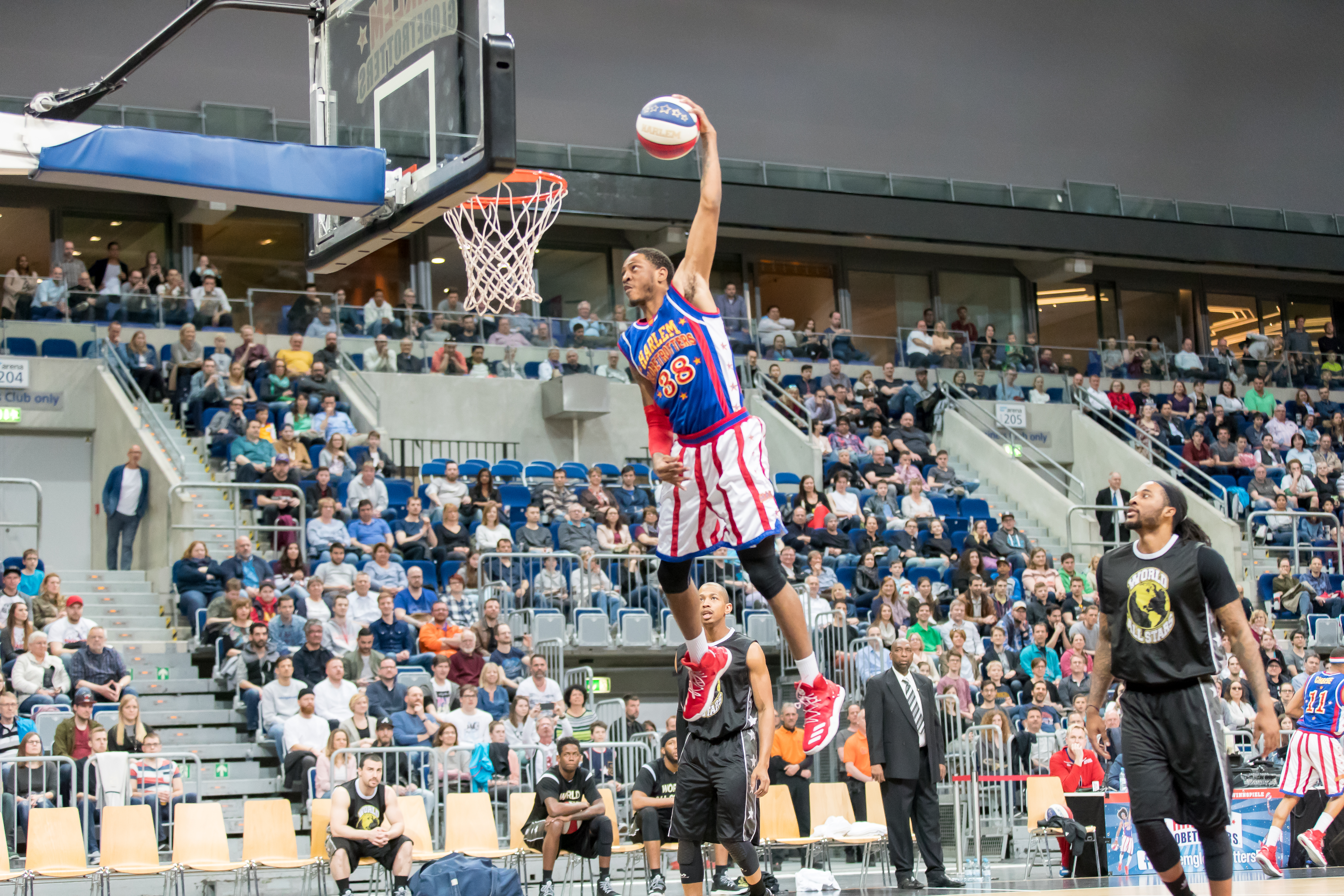
Jumpin' Joe live in der SAP Arena im März 2017

Den Harlem Globetrotters wurde eine eigene Zeichentrickserie gewidmet. Die ersten Ausstrahlungen liefen von 1970 bis 1972 immer sonnabendmorgens bei CBS und wurden produziert von Hanna-Barbera Cartoons. Damit war die Serie der erste Cartoon zur für das Kinderfernsehen besten Sendezeit, in dem Afroamerikaner die Hauptrolle spielten. Im Jahr 1979 brachte die Firma Bally einen Flipper mit dem Motiv der Harlem Globetrotters auf den Markt. Die Harlem Globetrotters hatten auch einige Gastauftritte in den TV-Serien Scooby-Doo, Futurama und American Dad. In How I Met Your Mother Staffel 9, Episode 9 wohnen Ted und Marshall einem Spiel der Globetrotters als Fans der Washington Generals bei. Krusty der Clown wettet in einer Folge der Simpsons sogar auf die Generals und Schwester Laverne spielt in Scrubs – Die Anfänger zu den Klängen von Sweet Georgia Brown überlegen Pick-Up-Basketball.
Bei einem Besuch im Vatikan im Jahr 2000 wurde Papst Johannes Paul II. zum siebten Ehrenmitglied der Globetrotters ernannt. Die anderen Ehrenmitglieder sind Henry Kissinger (1976), Bob Hope (1977), Kareem Abdul-Jabbar (1989), Whoopi Goldberg (1990), Nelson Mandela (1996), Jackie Joyner-Kersee (1999) sowie Jesse Jackson (2001). Bill Cosby (1972) und Magic Johnson (2003) haben mit einem Dollar dotierte lebenslange Verträge unterzeichnet. 2008 wurde US-Fußball-Nationaltorhüter Tim Howard gedraftet und wurde damit zum Botschafter des Teams. Auch sonst draftet das Team ab und an basketballfremde Personen, im Jahr 2011 z. B. den Fußballer Lionel Messi.
Anlässlich einer Papstaudienz zum bevorstehenden 90. Geburtstag der Globetrotters wurde Papst Franziskus im Mai 2015 zum neunten Ehrenmitglied ernannt. Zu Beginn der weltumspannenden Geburtstags-Tournee kam Anfang Oktober 2015 die Sportreporterin Robin Roberts als zehntes Ehrenmitglied hinzu.

## Bekannte Globetrotters

### Hall of Famers
Folgende Mitglieder der Naismith Memorial Basketball Hall of Fame waren Mitglieder der Globetrotters, die seit 2002 als Team selbst Mitglied der Hall of Fame sind.
Spieler:
- Wilt „The Stilt“ Chamberlain mit dem Jahrgang von 1979.
- William „Pop“ Gates mit dem Jahrgang von 1989.
- Connie „The Hawk“ Hawkins mit dem Jahrgang von 1992.
- Marques Haynes mit dem Jahrgang von 1998.
- George „Meadowlark“ Lemon mit dem Jahrgang von 2003 als Förderer (Contributor).
- Lynette Woodard, 1985 das erste weibliche Mitglied der Globetrotters, mit dem Jahrgang von 2004.
- Reece „Goose“ Tatum  mit dem Jahrgang von 2011.
- Nate „Sweetwater“ Clifton mit dem Jahrgang von 2014 als Förderer (Contributor).
- Zachary „Zack“ Clayton mit dem Jahrgang von 2017.
- Charles „Chuck“ Cooper mit dem Jahrgang von 2019.
- Wyatt „Sonny“ Boswell mit dem Jahrgang von 2022.
- Inman Jackson mit dem Jahrgang von 2022.
- Al „Runt“ Pullins mit dem Jahrgang von 2022.

Schiedsrichter:
- Matthew „Pat“ P. Kennedy mit dem Jahrgang von 1959 als Schiedsrichter.

Funktionäre:
- Abraham „Abe“ Saperstein mit dem Jahrgang von 1971 als Förderer (Contributor).
- J. Walter Kennedy, in den 1950er-Jahren auf Tour mit den Globetrotters, mit dem Jahrgang von 1981 als Förderer (Contributor).
- Mannie Jackson, ehemaliger Spieler, Hall of Fame-Vorstand und zeitweiliger Besitzer und Erneuerer der Globetrotters in den 1990er-Jahren mit dem Jahrgang von 2017 als Förderer.

Nancy Lieberman, zeitweises Mitglied der Washington Generals, wurde 1996 als Spielerin in die Hall of Fame aufgenommen.

### Pensionierte Rückennummern
| - Fred „Curly“ Neal (22) - Charles „Tex“ Harrison (34) - Hubert „Geese“ Ausbie (35) - Louis „Sweet Lou“ Dunbar (41) | - Wilt Chamberlain (13) - Marques Haynes (20) - Meadowlark Lemon (36) - Goose Tatum (50) |

### Weitere bemerkenswerte Globetrotters
| - William McNeil „Bill“ Jones (Integrierte die NBL 1941 mit den Toledo Jim White Chevrolets) - Jumping Johnny Wilson (Baseballspieler und späterer College-Coach) - Ted Strong (ebenfalls Baseballspieler der Indianapolis Clowns und NBL-Spieler der Chicago Studebakers) - Louis „Babe“ Pressley (NBL-Spieler der Chicago Studebakers, Mitglied der New York Rens) - Duke Cumberland (NBL-Spieler der Chicago Studebakers, Mitglied der New York Rens) - William „Rookie“ Brown (NBL-Spieler) | - Tom Sealy (NBL-Spieler der Dayton Rens, Titelrolle im Film Tommy and the Basketball) - Bob Karstens (Spieler und Team-Manager der Globetrotters) - Ermer Robinson (schoss in den 1940er-Jahren den Siegkorb gegen die Lakers) - Joe Buckhalter (NBA-Spieler der Cincinnati Royals) - Walter Dukes (NBA-Spieler der Knicks, Lakers und Detroit Pistons) - Andy Johnson (NBA-Spieler der Philadelphia Warriors und Chicago Packers) - Sam „Boom Boom“ Wheeler (spielte auch für Haynes’ Harlem Magicians) |